# Clara Bülow
Clara Bülow, geb. Klütz, (* 24. Oktober 1822 in Neustettin; † 25. Dezember 1914 in Berlin) war eine deutsche Schriftstellerin, die auch unter dem Pseudonym Clara Ernst publizierte.
Clara Bülow wuchs in Neustettin auf, wo ihr Vater Gymnasiallehrer war. Sie schrieb u. a. für die von Thekla von Gumpert herausgegebenen Zeitschriften, gelegentlich auch für die Publikationen von Ottilie Wildermuth. Über ihr Leben ist nichts bekannt.

## Werke
- Feldblumen. Mit einem Vorwort von Willibald Alexis. Grieben, Berlin 1860.[1]
- Still und bewegt. Fünf Erzählungen für die reifere weibliche Jugend. Oehmigke, Neuruppin 1875.
- Nach der Arbeit. Erzählungen für die reifere weibliche Jugend. Schmidt & Springer, Stuttgart 1866. (Digitalisat)
- Hört zu! Erzählungen, Märchen unc Gedichte für Knaben und Mädchen. Bagel, Mühlheim 1881.
- Erzähle mehr. Erzählungen und Märchen für Knaben und Mädchen. Bagel, Mühlheim 1882.[2]
- Der Jungfrau feines und taktvolles Benehmen im häuslichen, gesellschaftlichen und öffentlichen Leben. Bagel, Mühlheim 1884. Neuedition bei Contumax, Berlin 2011, ISBN 978-3-8430-6776-8
- Puppen-Theater für die Kinderwelt. Bagel, Mühlheim 1884.
- Für Polterabend und Hochzeit. Kranzgedichte, Aufführungen etc. Bagel, Mühlheim 1884.
- Kleine Lustspiele und dramatisierte Märchen für die Jugend. Zur Aufführung bei Kinder- und Familienfesten. 2 Bände. Bagel, Mühlheim 1884.[3]
- Im Brautstande. Das richtige und taktvolle Benehmen vor und nach der Verlobung, nebst dazu passenden brieflichen Mitteilungen. Bagel, Mühlheim 1885.
- Der Liebesbote. Briefsteller für Herzensanglegenheiten. Bagel, Mühlheim 1885.
- Der feine Ton im gesellschaftlichen und öffentlichen Leben. Bagel, Mühlheim 1885.
- Aus glücklicher Kinderzeit. Märchen, Geschichten und Lieder für die Jugend. Bagel, Mühlheim 1889.
- Bunte Gestalten. 1889.
- (Mit Elisabeth Ebeling): Märchen-Zauber. Hübsche Märchen und Geschichten für die Jugend. Bagel, Mühlheim 1889.
- Mairöschen. Erzählungen, Märchen und Liedchen für kleine Mädchen und Knaben. Bagel, Mühlheim 1891.
- Ein Sträußchen. Märchen, Erzählungen und Liedchen für kleine Mädchen. Bagel, Mühlheim 1891.
- Die Kunst der feinen Unterhaltung und des eleganten Benehmens im Hause, in der Gesellschaft, auf Bällen, Promenaden, Reisen u.s.w. für junge Damen und Herren. Mit vielen hierauf bezüglichen Gesprächen, Anreden, Anträgen etc. nebst Antworten. Bagel, Mühlheim 1892.
- Telegraphische Glückwünsche in Versen zu Geburts- und Tauftagen, Verlobungen, Hochzeiten, Jubiläen, sowie Freundes- und Reisegrüße. Bagel, Mühlheim 1894.[4]
- Kinder-Theater. Dramatisierte Märchen, Lustspiele und lebende Bilder für die fröhliche Jugend. 2 Bände. (Digitalisat Band 1), (Band 2)
- Zwanzig kleine Erzählungen für Knaben und Mädchen. Bagel Mühlheim 1895.
- Wunderschöne kleine Geschichten und Märchen. Bagel, Mühlheim 1896.
- Musterbriefe für junge Damen aus dem Mädchen-, Braut-, Liebes- und Familienleben. Eine Anleitung zur Abfassung aller im weiblichen Leben vorkommenden Briefe und Aufsätze in richtigem, elegantem Stile. Nebst einer Reihe von Poesieen zu Polterabenden und Hochzeiten, für Gedenkbücher und Albumblätter. Bagel, Mühlheim (ohne Jahr).